# VK 1602 Leopard
 (février 2018).
Si vous disposez d'ouvrages ou d'articles de référence ou si vous connaissez des sites web de qualité traitant du thème abordé ici, merci de compléter l'article en donnant les références utiles à sa vérifiabilité et en les liant à la section « Notes et références ».
Le char léger VK 16.02 Leopard est un véhicule de reconnaissance conçu à partir de la mi 1941 à janvier 1943. La production en série était prévue pour être lancée en avril 1943, mais le projet a été abandonné avant l'achèvement du premier prototype. La raison de cet abandon est qu'il ne remplit pas les conditions d'un véhicule de 1944.

## Développement
Le développement a commencé en 1941 sous M. A. N., qui ont pris l'inspiration du VK 30.02. Ils voulaient la création d'un véhicule encore plus blindé, quoique plus petit, avec 80 mm de blindage frontal incliné (au moment où le prototype du Panther avait seulement 60 mm de blindage frontal). Comme le projet du Panther a pris de l'importance, Wa Pruef 6 a décidé de supprimer le projet VK 16.02 de M. A. N. pour les aider à respecter les délais pour le projet du Panther, et le remet à MIAG et Daimler-Benz, avec l'expérience sur le châssis de MIAG et sur la tourelle et l'armement de Daimler-Benz.
Deux variantes ont été initialement conçues, une légère pesant 18 tonnes et une plus lourde pesant 26 tonnes. Seulement, en juin 1942, Hitler a décidé de continuer le développement sur le plus lourd, pour le protéger des canons anti-chars ennemis, qui était une priorité.
En juillet 1942, MIAG a présenté un design plus raffiné dont la production a été acceptée. Elle été prévue pour démarrer en avril 1943, avec la planification de 20 véhicules fabriqués par mois à partir d'octobre 1943.
Lors d'une réunion le 13 octobre 1942, Hitler a été informé que la variante de 18 tonnes était préférée par les troupes, puisqu'elle permettait de mieux s'adapter à son rôle de véhicule de reconnaissance, tandis que la variante de 26 tonnes avait trop de caractéristiques similaires au Panther, avec pour seule différence un plus petit canon. Hitler a ainsi accepté de développer seulement la variante de 18 tonnes.
La conception finale avait un poids prêt au combat de 21,9 tonnes. Le blindage avant était de 50 mm incliné à 50 degrés, 30 mm sur les côtés et à l'arrière, 16 mm sur le toit et de 16 à 25 mm pour le plancher. L'armement prévu était le canon de 5 cm Kw.K.39/1 L/60, le même que sur les derniers Panzer III. Le moteur était le Maybach HL 157 de 550 chevaux. Afin d'améliorer la performance en tout-terrain, le VK 16.02 a été équipé avec des chenilles de 66 cm, comme pour le Panther.
Le 3 janvier 1943, Hitler a décidé d'abandonner le projet car son blindage ne répondait pas aux caractéristiques qui pouvaient survenir en 1944, même pour un véhicule de reconnaissance.

## Variantes
Le châssis du VK 16.02 Leopard a également été prévu d'être utilisé comme base pour un canon de 10.5 cm pour une configuration Waffenträger.
Sa tourelle fut reprise pour armer le SdKfz 234/2 Puma (toujours armé du 5-cm KwK 39/1).

## Jeux vidéo
- Le VK 16.02 Leopard [3] fait son apparition dans le jeu vidéo World of Tanks, en tant que char léger de tier V, dans l'arbre technologique Allemand.

## Sources
- Jentz,Thomas & Doyle, Hilary (2002) "Panzer Tracts 20-2"